# Labradoodle
Le labradoodle (/ læbrəˌduːdəl /), également connu sous le nom de labrapoodle (/ læbrəˌpuːdəl /), est un chien de type designer dog issu du croisement d'un labrador Retriever et d'un caniche. Le terme est apparu en 1955, mais n'a été popularisé qu'en 1988, lorsque les chiens issus de ce croisement ont commencé à être utilisés comme chien guide hypoallergénique.
Ces chiens sont connus pour être hypoallergéniques, ce qui signifie qu’il n'ont pas de conséquences allergiques sur les personnes.
Tous les labradoodles ne sont pas hypoallergéniques, mais c'est une qualité que beaucoup recherchent et apprécient dans ce type de croisement.
À l'heure actuelle, ces chiens ne sont pas considérés comme une race par des associations importantes telle que la Fédération cynologique internationale.

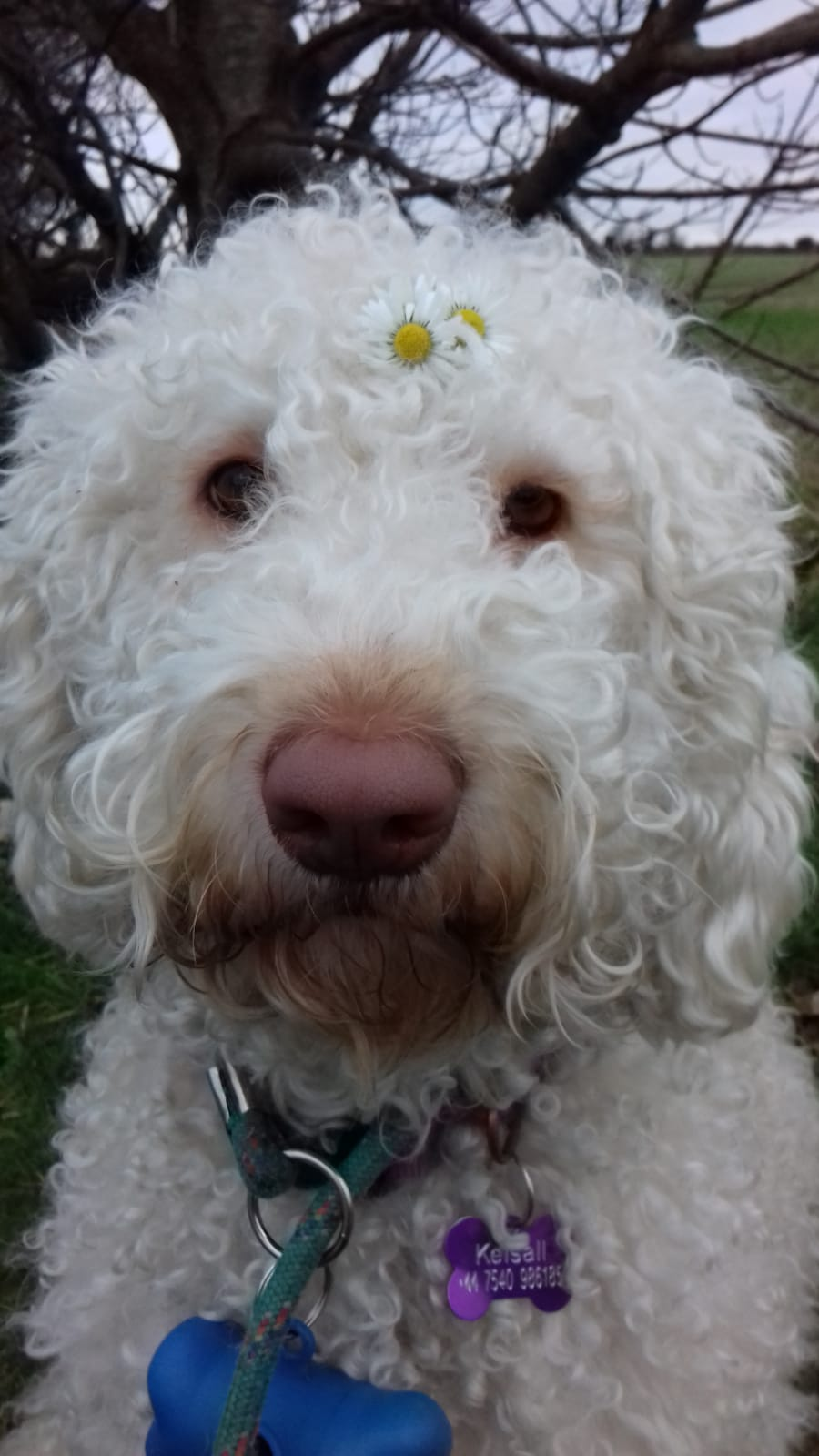
Un labradoodle de couleur abricot.